# Yuki Okubo
Yuki Okubo (født 17. april 1984) er en japansk fodboldspiller.
Han har spillet for flere forskellige klubber i sin karriere, herunder Sanfrecce Hiroshima, Kyoto Sanga FC, Tochigi SC, Tokushima Vortis, Matsumoto Yamaga FC og JEF United Chiba.